# Euwintonius
Genre
Euwintonius est un genre d'opilions laniatores de la famille des Assamiidae.

## Distribution
Les espèces de ce genre se rencontrent en Papouasie-Nouvelle-Guinée, en Australie et en Thaïlande.

## Liste des espèces
Selon World Catalogue of Opiliones (02/06/2021) :
- Euwintonius bismarckensis Ponting, 2015
- Euwintonius continentalis Roewer, 1923
- Euwintonius insulanus Roewer, 1940
- Euwintonius thaiensis Suzuki, 1985

## Publication originale
- Roewer, 1923 : Die Weberknechte der Erde. Systematische Bearbeitung der bisher bekannten Opiliones. Gustav Fischer, Jena, p. 1-1116 (texte intégral).